# Afzelia (gebouw)
Afzelia is een appartementengebouw op het Wiborgeiland 201-281 in de Houthavens in het Westelijk Havengebied in Amsterdam.
Die Houthavens vormde lange tijd letterlijk de houthaven van Amsterdam. Het was een gebied met veel water en aanlegsteigers. Het gebied werd begin 2100 in het kader van herontwikkeling vrijgemaakt voor woon- en winkels etc. Er werd land opgespoten en er werd druk gebouwd. Nadat wooncomplexen waren opgeleverd werden opnieuw grachten uitgegraven, waardoor een eilandachtige indeling zichtbaar werd. 
Een van de woningbouwverenigingen die hier aan de slag ging was Lieven de Key. Naar eigen zeggen zouden die in deze nieuwe wijk 275 huurwoningen laten bouwen op de (schier-)eilanden. Een van de projecten kreeg de naam Afzelia, een vernoeming naar de gelijknamige houtsoort Afzelia, bekend uit de vroegere scheepsbouw. Andere complexen werden eveneens naar houtsoorten of bomen vernoemd (Lariks, Mahonie, Meranti). Afzelia was daarbij bedoeld voor jonge gezinnen en valt in de typering "Stoere jongens" (grote bouwblokken).
Het gebouw valt in twee delen uiteen. Een middenbouw die op pakhuizen uit de Amsterdamse binnenstad lijken. Aan beide kanten wordt dat afgesloten met modernere architectuur. Najaar 2020 konden leden van de corporatie zich melden; het gebouw werd in voorjaar 2021 opgeleverd. Het geheel bevat 41 appartementen. Het complex werd ontworpen door Jeroen Atteveld van Heren 5 architecten. Hij combineerde die pakhuisstijl met invloeden van de Amsterdamse School, die gangbaar is in deze nieuwbouwwijk, maar tevens in de veel oudere nabijgelegen Spaarndammerbuurt. Er is dus veel baksteen te zien. Overeenkomst met de houtsoort in de roodbruine kleur. Voorts is er Braziliaans metselwerk te zien en zijn er nestkasten geplaatst. Vanwege de omschakeling naar een duurzaam beheer werd het complex gasloos opgeleverd.
Het gebouw, gebouwd door Hillen & Roosen werd genomineerd voor de Amsterdamse Nieuwbouwprijs 2022; Spaarndammerhart won.